# Eve Queler

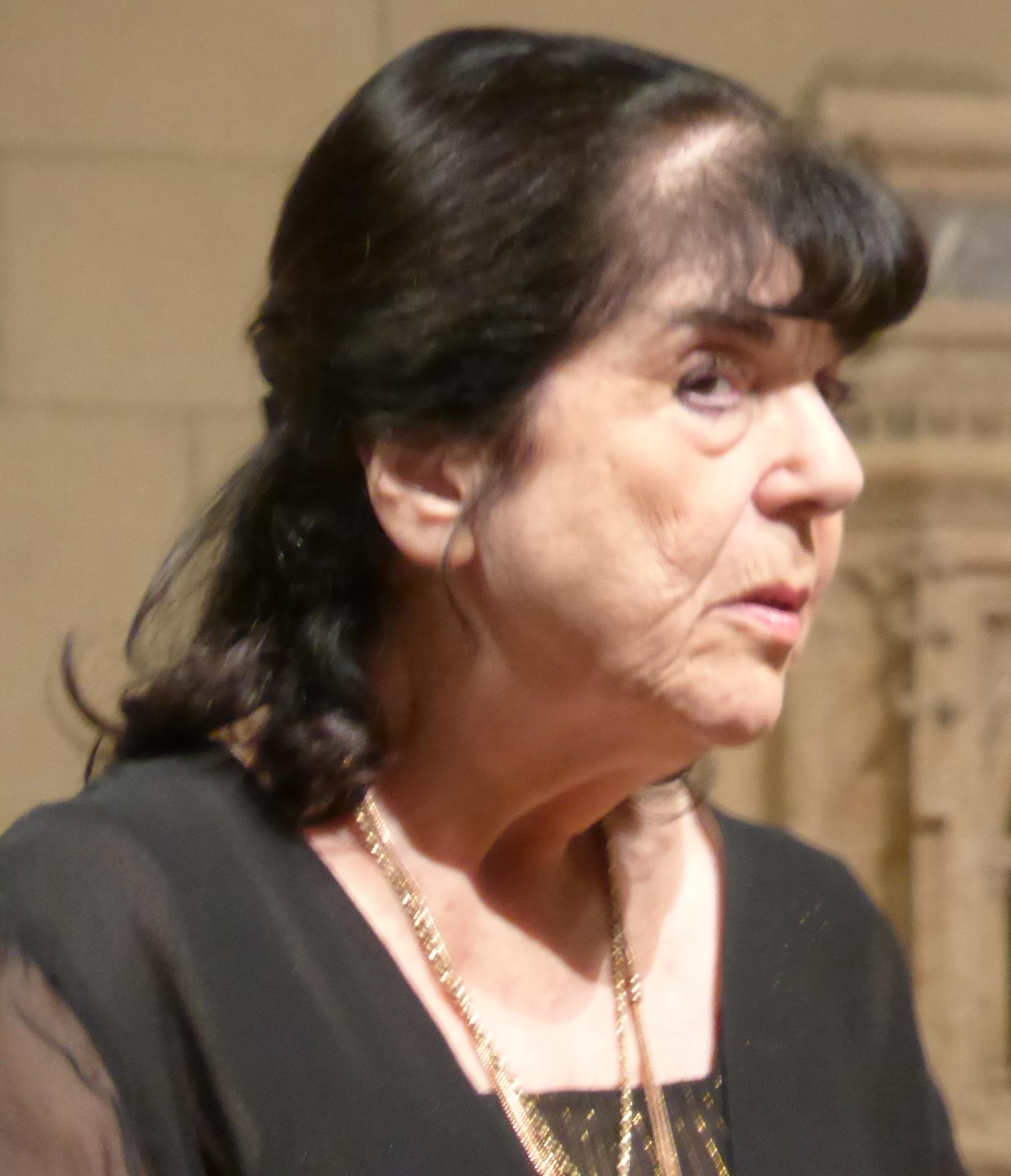
Eve Queler, 2015

Eve Queler, geborene Rabin (* 11. Januar 1931 in New York City) ist eine amerikanische Dirigentin und Gründerin und emeritierte künstlerische Leiterin des Opera Orchestra of New York (OONY). Sie ist bekannt für ihr Engagement für weniger bekannte und in Amerika selten gespielte Opern wie Rienzi und Jenůfa.

## Leben
Queler wurde 1931 als Eve Rabin in New York geboren. Sie hatte erste Klavierstunden mit 5 Jahren und wollte Konzertpianistin werden. Sie besuchte bis zu ihrem Abschluss im Jahr 1948 die LaGuardia High School of Music & Art. Sie wurde an der Mannes School of Music aufgenommen, wo sie Klavierspiel und Dirigieren studierte. Ein Martha Baird Rockefeller Fund Stipendium ermöglichten ihr weiterführende Studien im Dirigat mit Joseph Rosenstock und in Klavierbegleitung mit Paul Ulanowsky und Paul Berl. Sie erhielt Meisterkurse bei Walter Susskind und Leonard Slatkin in St. Louis und in Europa bei Igor Markevitch und Herbert Blomstedt.
1956 heiratete sie Stanley N. Queler, den sie bei seinem Studium des Rechts unterstützte. In den späten 1950er-Jahren arbeitete sie für die New York City Opera, erst als Pianistin und später als Assistenzdirigentin. Ihre Bewerbung an der Juilliard School of Music blieb erfolglos und selbst ihre Mentoren machten ihr keine Hoffnung, dass sie je große Orchester dirigieren würde.
Ihr Debüt als Dirigentin hatte sie schließlich 1966 mit Cavalleria Rusticana in Fairlawn, New Jersey. Im Bewusstsein, dass ihre Möglichkeiten beschränkt bleiben würden, gründete sie im darauffolgenden Jahr den New York Opera Workshop, um Sängern und Instrumentalisten eine Chance zu geben, aber auch um Erfahrungen mit öffentlichen Aufführungen machen zu können. 1971 wurde aus dem Workshop das Opera Orchester of New York mit Residenz an der Carnegie Hall.
Obwohl sie sich hauptsächlich dem OONY widmet, trat sie als Gastdirigentin bei zahlreichen internationalen Opernhäusern und Orchestern auf, darunter das Mariinski-Theater, Opera Australia, die Hamburgische Staatsoper, das National Theater in Prag, die Oper Frankfurt, das Philadelphia Orchestra, das Orchestre symphonique de Montréal, das Cleveland Orchestra, das Edmonton Symphony Orchestra und das Honolulu Symphony Orchestra.
Queler war mit dem Anwalt Stanley Queler bis zu dessen Tod im Alter von 83 Jahren am 30. Januar 2013 verheiratet.

## Diskografie
- Belfagor, Claudio Guastalla. MRF Records, 1971 (MRF-79-S)
- Parisina, Gaetano Donizetti. BJR, 1974
- La favorite, Gaetano Donizetti. BJR, 1975 (BJR-148)
- Le Cid, Jules Massenet. Columbia, 1976
- Gemma di Vergy, Gaetano Donizetti. Columbia, 1977
- Edgar, Giacomo Puccini. Columbia, 1977
- Aroldo, Giuseppe Verdi. CBS, 1980
- Nerone, Arrigo Boito. Hungaraoton, 1983
- Guntram, Richard Strauss. CBS, 1985
- L’Africana, Giacomo Meyerbeer. HRE
- Tancredi, Giochino Rossini. HRE

## Ehrungen und Auszeichnungen
Eve Queler ist Empfängerin eines 2010 National Endowment for the Arts Opera Honors Award für ihren Einsatz für selten gespielte Opern und aufstrebende Sänger. Im Jahr 2017 erhielt Queler den ersten Pathfinder Award der New Amsterdam Opera.